# Giovanni Antonio Giobert
Giovanni Antonio Giobert (Mongardino, 27 ottobre 1761 – Torino, 14 settembre 1834) è stato un chimico italiano.

## Gli anni giovanili
Nacque a Mongardino, presso Asti, da Spirito, figlio di Antonio, emigrato in Italia intorno al 1720 partendo da S. Pons, frazione di Barcelonnette (Francia), per non piegarsi al dominio dei francesi. Questi, infatti, con il Trattato di Utrecht (1713) avevano ricevuto da Vittorio Amedeo II il distretto di Barcellonetta, cedendo in cambio le valli di Fenestrelle e di Oulx.
L'educazione del giovane Giobert venne affidata all'abate G.B. Lovizzolo , considerato all'epoca uno dei massimi conoscitori delle scienze fisiche in Piemonte, che fece nascere il lui una forte passione per la chimica; venne poi ammesso come apprendista in una farmacia di Asti e poi presso un'altra a Torino, alternando così il lavoro allo studio.
Tra i venti e i venticinque anni, nonostante le sue scarse condizioni economiche e a costo di enormi sacrifici, lasciò il lavoro alla farmacia per occuparsi unicamente dei suoi studi di chimica, orientando i propri interessi specialmente verso l'applicazione della chimica all'agricoltura e alle industrie. Iniziò dunque a svolgere la sua attività nell'ambito della Reale Società Agraria di Torino. Nel 1790 con lo scritto Ricerche chimiche ed agronomiche intorno agli ingrassi ed ai terreni venne premiato dalla Reale Società Agraria di Torino.
Nel 1789 intanto, a soli 28 anni, essendosi fatto notare per aver pubblicato un discreto numero di articoli scientifici, venne nominato socio della Reale Accademia delle Scienze di Torino, della quale fu per molti anni presidente e dove le sue ricerche vennero più volte premiate.

## Le idee politiche
Simpatizzante per i moti rivoluzionari piemontesi contro i regnanti di Casa Savoia, quando, verso la fine del 1798, le truppe francesi riuscirono ad occupare Torino costringendo alla fuga re Carlo Emanuele IV di Savoia, Giobert venne nominato dai francesi membro del neonato Governo provvisorio della Nazione Piemontese, istituito dal generale francese Joubert, con il solenne giuramento di odio eterno alla tirannide, amore eterno alla libertà, all'eguaglianza e alla virtù.
A seguito di ciò, Giobert venne nominato presidente di una commissione incaricata di convertire in denaro contante gli assignats (assegnato) prodotti dal governo francese. Ispirati dalle idee della neonata repubblica francese, Giobert e gli altri membri del Governo (tra i quali G.B. Balbis) maturarono presto l'idea di una possibile annessione del Piemonte alla Francia. Nel febbraio del 1799, per riuscire a dare corpo al loro progetto, attuarono una campagna di propaganda politica, recandosi ognuno nelle località dove maggiori erano le rispettive conoscenze e il peso politico. Giobert si occupò di raccogliere voti ad Asti e nei paesi adiacenti.
Citando il prof. A. Timò
La sera del 9 marzo 1799, come risultato della votazione popolare, una commissione giungeva a Parigi per annunciare la volontà dei piemontesi di essere annessi alla Repubblica di Francia. Tale situazione ebbe però vita breve: il 26 maggio dello stesso anno, quando l'esercito austro-russo, guidato dal generale russo Suvorov, entrò vittorioso a Torino cacciando i soldati francesi e ristabilendo il governo di Casa Savoia, Giobert venne arrestato e incarcerato.
Venne liberato dal carcere alla fine di giugno del 1800, all'arrivo dell'esercito francese guidato da Napoleone Bonaparte, vittorioso dopo la battaglia di Marengo. Durante la dominazione napoleonica, venne nominato professore di Economia rurale, Arti e Manifatture e, nel 1802, di Chimica e Mineralogia presso l'Università di Torino. Venne inoltre incaricato della direzione della facoltà fisico - matematica dell'Accademia delle Scienze di Torino.
Nel 1814, in seguito alla caduta di Napoleone e alla nuova restaurazione dei Savoia, Giobert pagò ancora il suo sostegno alle idee rivoluzionarie: gli venne sottratta la cattedra universitaria, che però gli fu riaffidata l'anno successivo. Venne nominato, infatti, professore di Chimica applicata alle arti e membro del Consiglio delle miniere. Decise allora di abbandonare la vita politica e di dedicarsi soltanto all'insegnamento e alle ricerche chimiche. Trascorse i suoi ultimi anni in una discreta agiatezza tra la casa in via Arsenale a Torino e la sua tenuta, la "Cascina Nuova" in zona Mirafiori sempre a Torino, coltivando piante rare e continuando le ricerche e gli esperimenti agricoli.

## L'attività scientifica
Fu tra i primi a diffondere in Italia la teoria di Lavoisier. Ricercatore instancabile, si occupò di molteplici studi ed esperimenti tra i quali meritano citazione almeno la scoperta dei doppi carbonati di magnesio (magnesite o giobertite), e la definizione del metodo di estrazione della tintura color indaco (1813).
Offrì un importante contributo allo sviluppo dell'eudiometria(lo studio della composizione dei gas), realizzando un modello a fosforo che venne utilizzato anche da Lazzaro Spallanzani. Fece parte del Comitato Galvanico, organizzazione torinese volta a sostenere la teoria di Galvani contro quella di Volta.
Ricoprì la carica di Segretario Perpetuo della Reale Società Agraria di Torino e fu uno dei 40 membri dell'Società Italiana della Scienza con sede prima a Verona poi a Modena. Fu inoltre socio di molte altre accademie scientifiche italiane, tra cui quelle di Bologna, di Milano e di Firenze. Stimato anche all'estero, divenne socio di molte accademie scientifiche d'Europa (tra tutte quella di Bruxelles) e d'America.

### Elenco delle opere
- "Saggio sulla maniera di migliorare i nostri vini" pubblicato nelle Memorie della Società Agraria (anno II) nel 1787.
- Dieci articoli di vari argomenti nel "Giornale Scientifico Letterario e delle Arti", diretto dallo stesso Giobert. Uno di essi è la recensione di un poemetto di un certo Veridico Sincer Tolomeo Giulio dal titolo "Il Fodero ossia il jus delle spose degli antichi signori sulla fondazione di Nizza della Paglia", che racconta in modo scanzonato la storia di una ribellione durante l'epoca feudale, che avrebbe avuto per conseguenza la fondazione di Nizza (1789 - Tomo 1º - Parte 2ª - pag. 137). Un altro è la traduzione dal francese di un "Saggio Storico sulla Montagna del Gran San Bernardo" di Cristiano de Loges.
- "Ricerche chimiche ed agronomiche intorno agli ingrassi ed ai terreni" con il quale ottenne il primo premio di un concorso bandito nel 1790 dalla Reale Società agraria di Torino che aveva come argomento: “Quali siano i mezzi più facili, i più sicuri ed i più economici per supplire al difetto degli ingrassi adattati alla diversa natura delle terre del Piemonte”.
- “Examen chimique de la doctrine des Pneumatistes par rapport à la nature de l'eau”. Giobert scrisse questo saggio, pubblicato in francese nel 1792, per partecipare ad un concorso bandito nel 1791 dalla Reale Accademia di Scienze e delle Belle Lettere di Mantova, rispondendo al quesito: "Verificare con più accurati mezzi chimici, se l'acqua sia un corpo composto di diverse arie come in oggi pensano alcuni moderni Fisico-Chimici, oppure sia un vero elemento semplice, come si è universalmente creduto per lo passato". Con esso vinse il primo premio, una medaglia d'oro. Il saggio venne letto anche presso la Regia Accademia delle Scienze di Torino e pubblicato nel 1793 nei suoi atti. Nel 1794 venne pubblicato in italiano negli Atti dell'Accademia di Mantova. Nel saggio Giobert sostenne le teorie del Lavoisier e dei suoi seguaci, i cosiddetti "Pneumatisti" (dal greco pneuma, aria, perché ritenevano l'acqua composta di due gas) a discapito della teoria, fino ad allora diffusissima, del chimico tedesco Georg Ernst Stahl, secondo il quale il “flogisto” o “calor latente”, infuso dalla natura in molti corpi, era la causa della combustione e di altri fenomeni chimici (come la calcinazione e l'acidificazione).
- "Des eaux sulphureuses et thermales de Vaudier" (1793).
- Saggio sulla composizione dell'allumina di Baldissero Canavese: quest'opera venne pubblicata a seguito di una ricerca, da parte di Giobert, sui terreni di Baldissero presso Ivrea. Essi erano caratterizzati da una terra chiarissima, ritenuta da rispettati scienziati dell'epoca (quali il Maquer, il Baunè, il Napione) allumina quasi pura e come tale usata anche dal chimico Gioanetti in una sua fabbrica di ceramica. Giobert si era recato a Baldissero con l'intento di fondarvi una fabbrica di allume o solfato allumina. Qui, ripetendo gli esperimenti per individuare la via più economica di produzione, isolò costantemente al posto dell'allume, carbonato di magnesio. In seguito a tale scoperta l'allumina di Baldissero cambiò nome in Magnesite e poi, per iniziativa di due chimici francesi, Alexandre Brongniart e François Sulpice Beudant, in Giobertite.
- "Traité sur le Pastel et l'Extraction de son Indigo". Questo trattato, pubblicato e stampato a spese del governo francese nel 1813, venne scritto da Giobert in occasione della sua partecipazione ad un concorso a premio, bandito dal governo stesso, per la produzione della tintura color indaco, necessaria per la colorazione delle stoffe. In quel periodo il Piemonte era stato annesso alla Francia, e buona parte dell'Italia era occupata dai francesi. La Francia e tutti i territori conquistati da Napoleone si trovarono ad essere sprovvisti di molti prodotti che erano sempre stati importati dall'Inghilterra e dalle sue colonie, e che, a causa del blocco continentale proclamato da Napoleone contro tale nazione nel 1807, non potevano più essere approvvigionati. Il governo francese tentò di porre rimedio a questa situazione cercando di recuperare in loco tali prodotti. Uno di questi era appunto la tintura color indaco. Giobert riuscì a mettere a punto un procedimento per estrarre tale tintura da un vegetale, la Isatis tinctoria (conosciuta anche con il nome volgare di guado, vaud in piemontese). Tale fu l'importanza del risultato del chimico che egli venne chiamato a Parigi per il conferimento del premio e poi rinviato a Chieri a dirigere una scuola per l'estrazione dell'indaco.

## Riconoscimenti
- Dopo la sua morte l'Accademia delle Scienze di Torino gli dedicò un busto, opera dello scultore Cauda (nipote del proprietario della farmacia di Torino presso cui Giobert era stato come apprendista) nel salone della Biblioteca Torinese.
- Mongardino, suo paese natale, gli dedicò una via e gli intitolò la locale Scuola Materna ed Elementare.
- La città di Asti gli dedicò l'antica via della Maddalena nel 1868 e gli intitolò un Istituto Tecnico nel 1882.